# Ако грешим сама ћу да платим
Ако грешим сама ћу да платим је дебитантски студијски албум српске фолк певачице Зорице Марковић, издат 1982. године за Дискос. Албум је рађен уз сарадњу ансамбла Новице Николића. Све песме и музику на албуму је написао Новица Урошевић. Албум је објављен у тиражу од 5000 примерака, и имао је ознаку сребрна плоча.

## Списак песама
Аутор(и) свих текстова: Новица Урошевић, аутор(и) свих песама: Новица Урошевић.
| №  | Назив                        | Трајање |  |
| 1. | Пробај да живиш без мене     | 3:53    |  |
| 2. | Нека друге гледају за нама   | 4:14    |  |
| 3. | Ако грешим сама ћу да платим | 3:54    |  |
| 4. | Заљубљена у једног човека    | 4:13    |  |
| 5. | Јој, да си мој               | 3:33    |  |
| 6. | Касно је, касно је           | 3:37    |  |
| 7. | Ти си човек кога срећа прати | 3:00    |  |
| 8. | Сломила се маслинова грана   | 6:05    |  |